# Obertrebra
Obertrebra est une commune allemande de l'arrondissement du Pays-de-Weimar, Land de Thuringe.

## Géographie
Le territoire d'Obertrebra est alimenté par l'Ilm, un affluent de la Saale.
|           | Eberstedt   |              |
| Bad Sulza | Obertrebra  | Niedertrebra |
|           | Saaleplatte |              |

## Histoire
Au début du IXe siècle, Treba est mentionné dans la liste des dons de Lull, l'archevêque de Mayence, pour l'abbaye d'Hersfeld.
Un monument dans le cimetière et une plaque sur le mur extérieur de l'église rappellent un camp de concentration inconnu assassiné par les SS lors d'une marche de la mort de détenus de Buchenwald.

## Source de la traduction
- (de) Cet article est partiellement ou en totalité issu de l’article de Wikipédia en allemand intitulé « Obertrebra » (voir la liste des auteurs).